# Paul Cohen (Musikproduzent)
Paul Cohen (* 10. November 1908 in Chicago; † 1. April 1970) war ein wegweisender US-amerikanischer Produzent und Manager der Country-Musik und Präsident der Country Music Association.
Paul Cohen begann als Talentsucher für die Schallplattenfirma Decca. 1945 übernahm er als verantwortlicher Manager den Bereich Country-Musik. Zwei Jahre später eröffnete er das Castle Recording's, das erste Aufnahmestudio in Nashville. Mit den Sängern Red Foley und Ernest Tubb nahm er dort erstmals Schallplatten auf. Ein wichtiger Grundstein zur „Music City“, dem zukünftigen Zentrum der Country-Musik, war damit gelegt. Die Karrieren von Stars wie Kitty Wells oder Patsy Cline nahmen hier ihren Anfang. Sein größter Misserfolg war die Ablehnung eines jungen Sängers namens Buddy Holly wegen „mangelnden Talents“.
Cohen blieb bis 1958 bei Decca und wurde dann durch seinen Assistenten Owen Bradley ersetzt, der ihn an Erfolg und Einfluss noch übertreffen sollte. Nach Gründung eines eigenen Labels, Todd Records, übernahm er für jeweils einige Jahre die Nashviller Zweigstellen von Kapp Records und ABC Records. 1967 übernahm er für ein Jahr das Amt des Präsidenten der einflussreichen Country Music Association CMA.
Paul Cohen starb 1970 an Krebs. Sechs Jahre später wurde er aufgrund seiner Verdienste als Manager und Produzent in die Country Music Hall of Fame aufgenommen.